# Гощинский, Северин

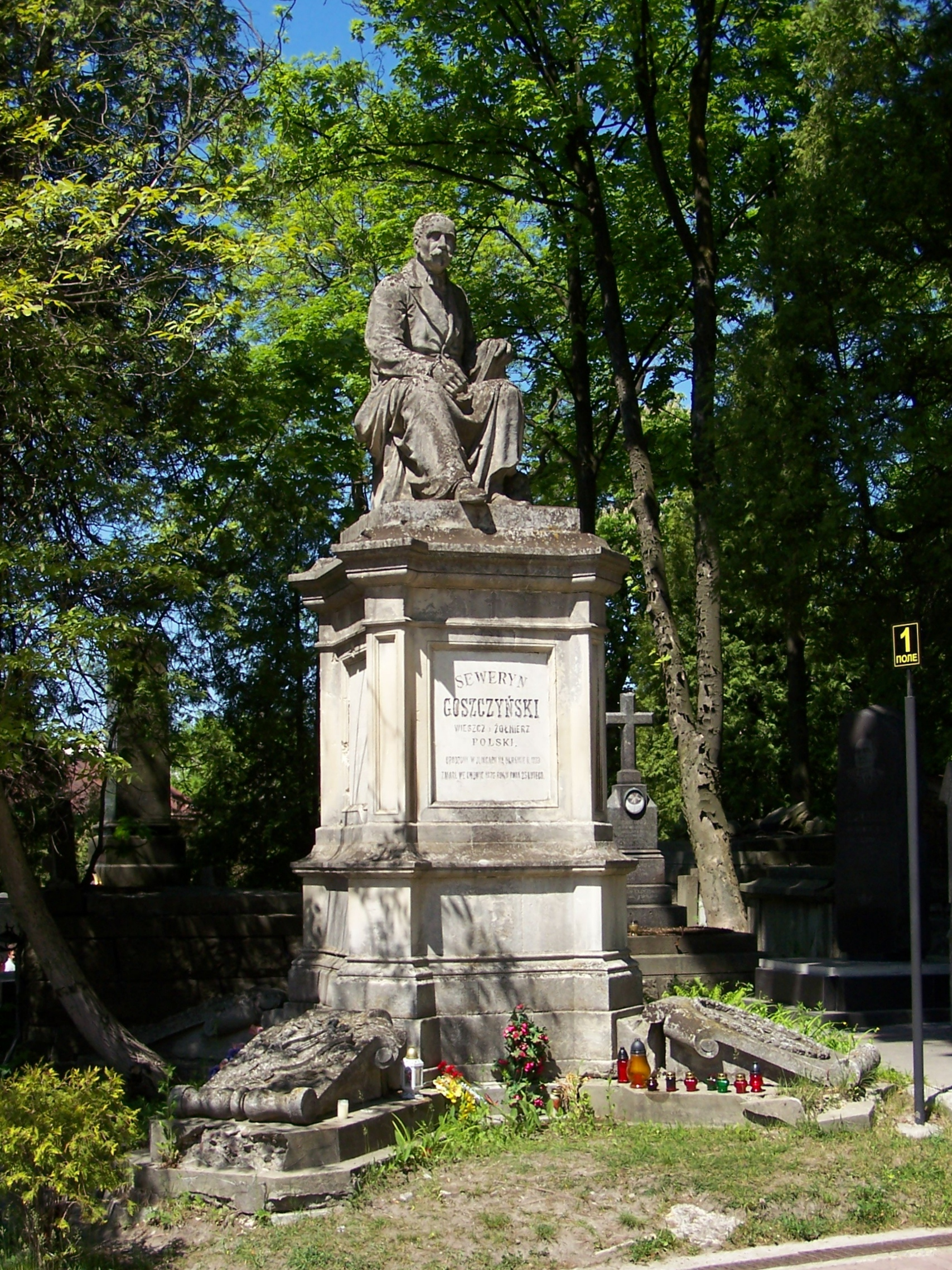
Памятник на могиле Северина Гощинского 1876 на Лычаковском кладбище во Львове (работа Ю.Марковского)

Северин Гощинский (пол. Seweryn Goszczyński; 4 ноября 1801[…], Ильинцы — 25 февраля 1876[…], Львов, Королевство Галиции и Лодомерии, Австро-Венгрия) — польский общественный деятель, борец за независимость, писатель и поэт польского романтизма, видный представитель польско-украинской школы писателей.

## Биография
Первоначальное образование Гощинский получил в родительском доме и в приходском училище в Ильинцах, где одним из его товарищей был будущий польский и украинский поэт, один из представителей польской украинской школы Фома Падура. Оба они позже продолжили учёбу и в Виннице.
Учился Гощинский в винницкой и уманской гимназиях. В конце ноября 1815 года семья Гощинских отправились на Смелянщину, а оттуда — в Умань на Черкащине, которая сыграла в жизни поэта важную роль. В этом городе он получил образование, написал первое произведение «Dumy na gruzach ojczyzny» («Думы на руинах Отчизны») и романтическую поэму «Zamek kaniowski»(«Каневский замок»), которая вызвала бурю восторга у романтиков.
Здесь в Умани образовалась литературная группа, в которую вошли три польских поэта, влюбленные в украинскую тематику, мечтавшие о создании оригинальной народной литературы: Антоний Мальчевский, Богдан Залесский и сам Северин Гощинский.
В Морозовичах на Волыни, спустя несколько лет, Северин Гощинский создал своё второе крупное сочинение на украинскую тему — поэтическую повесть «Вернигора».
В 1820 г. по окончании гимназии он отправился в Варшаву, где сотрудничал с местными газетами. Тогда же под влиянием Байрона Гощинский решает отправиться на поддержку восставшей Греции, но из-за недостатка средств его план не был реализован.
До 1828 г. поэт ведет скитальческую жизнь на Украине, проводя время частью у своего приятеля Михаила Грабовского, частью в домах других польских помещиков, у которых он вынужден был просить приюта и помощи.

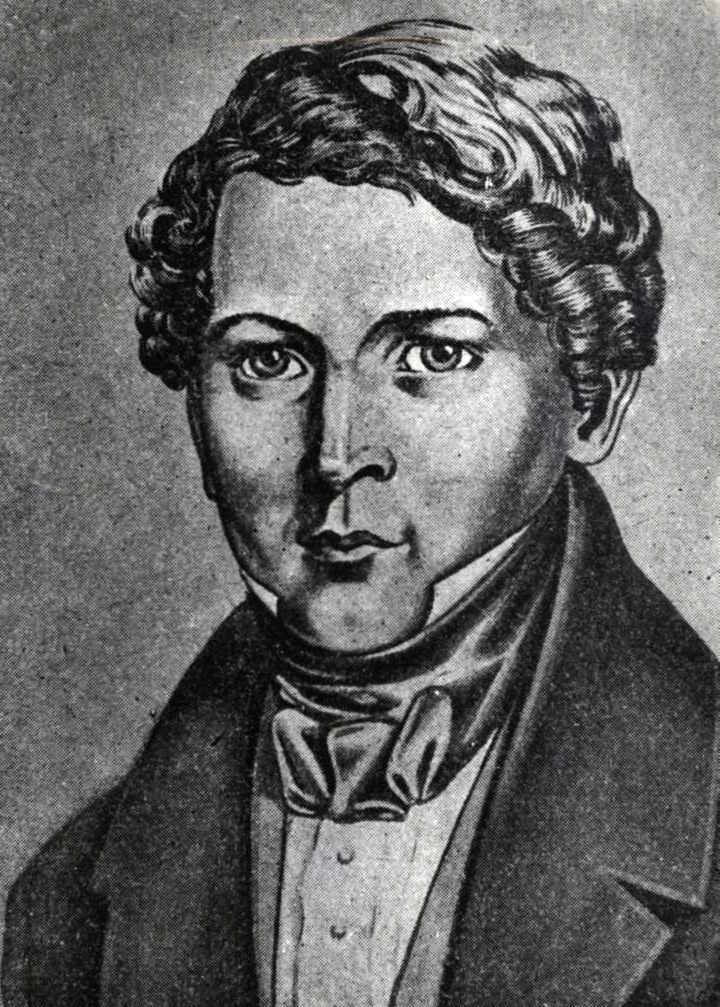
С. Гощинский в молодости

В 1830 принял деятельное участие в польском восстании 1830 г. С. Гощинский взялся за оружие среди самых первых: он находился в числе тех восемнадцати смельчаков, которые с намерением убить великого князя Константина Павловича первыми ворвались в Бельведерский дворец в Варшаве и овладели им, тем самым подав сигнал к развитию восстания.
В 1831 г. он был адъютантом у военного министра Ф. Моравского. В это время им написано много стихотворений революционного содержания. После капитуляции Варшавы Гощинский перешел с остатками польских войск прусскую границу и направился в Галицию. Здесь поэт пишет поэму из народной жизни «Sobotka», устраивает в Галиции тайное общество «Союз 21-го» («Związek dwudziestu jeden»), имевшее целью демократизовать польское общество. Жил в Галиции Гощинский полулегально, скрываясь у разных панов.
На протяжении следующих семи лет поэт совмещал конспиративную деятельность с литературной, хоть писать удавалось немного. Из-под его пера выходят лирические поэзии, поэма «Собутка», литературно-критические статьи, а после поездки в горы он выдает блестящий «Дневник путешествия в Татры».
В Кракове и во Львове продолжает свою агитационную деятельность, пока, наконец, обстоятельства не вынуждают Гощинского эмигрировать во Францию, где несколько лет он сотрудничает в польской эмигрантской периодике.
Здесь он пишет повести: «Anna z Nabrzeza», «Oda», «Straszny strzelec» и «Król Zamczyska», последняя очень высоко оценивается польской критикой.
С 1838 года поэт был вынужден жить во Франции, где чуть не умер с голоду. Перенес немало тяжелых ударов судьбы. Ностальгия и новые разочарования надломили бурную энергию Гощинского. Вместе с А. Мицкевичем и Ю. Словацким поэт впадает в мистицизм, открыто отказывается от всех демократических «увлечений».
С. Гощинский дожил в Париже до франко-прусской войны и вынес все ужасы осады Парижа. Находился на пороге голодной смерти, но чудом её избежал. Узнав об этом, родственники и друзья из Галиции, которые хорошо помнили его прежние заслуги, в 1872 г. забрали его во Львов, где обеспечили скромную, но спокойную старость. Через четыре года автора «Каневского замка» не стало.
25 февраля 1876 года во Львове он умер и был похоронен на Лычаковском кладбище.